# Olympische Sommerspiele 1988/Leichtathletik – Weitsprung (Männer)

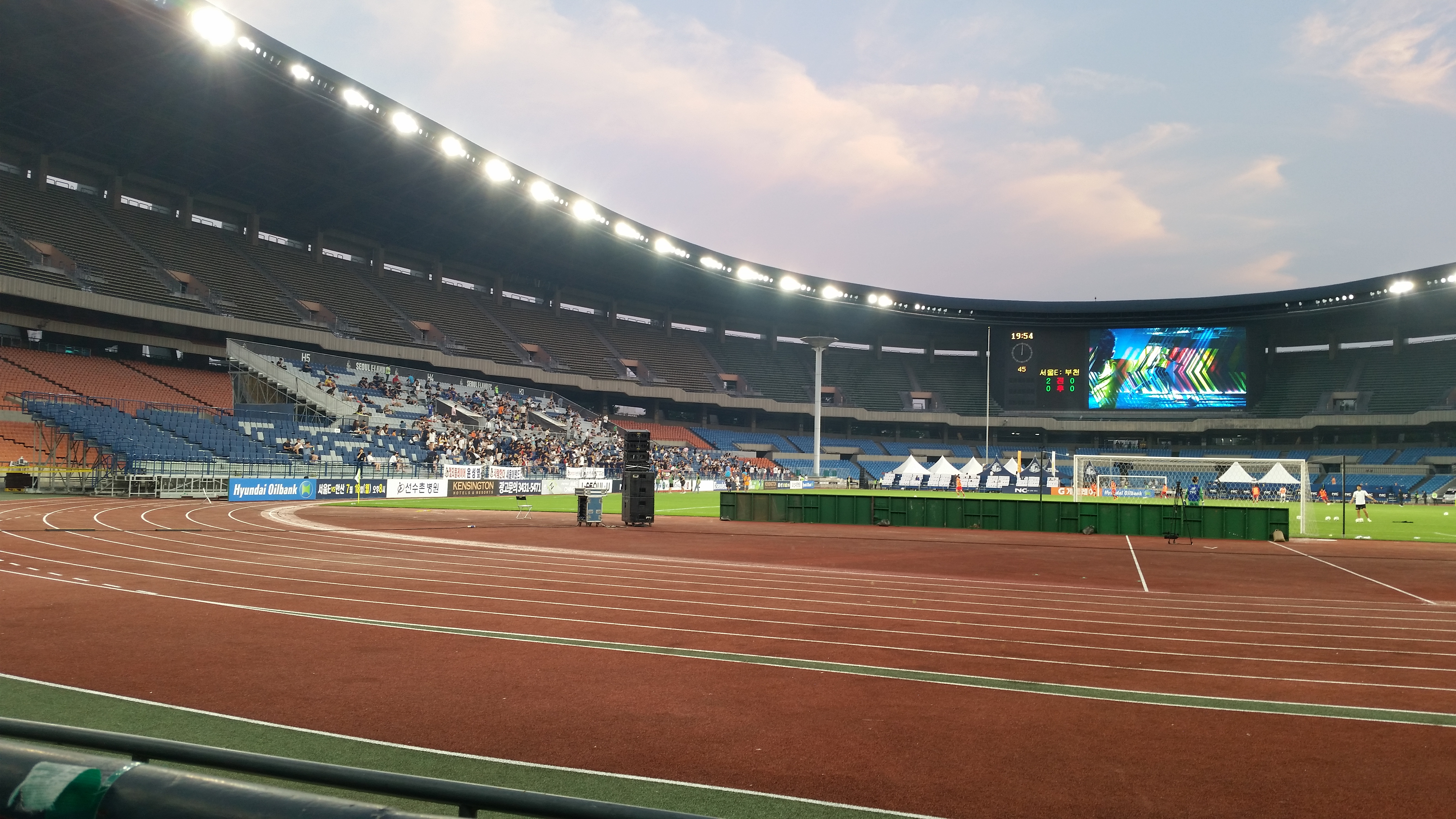
Innenraum des Olympiastadions im Jahr 2016

Der Weitsprung der Männer bei den Olympischen Spielen 1988 in Seoul wurde am 25. und 26. September 1988 in zwei Runden im Olympiastadion Seoul ausgetragen. 41 Athleten nahmen teil.
Olympiasieger wurde der US-amerikanische Goldmedaillengewinner von 1984 Carl Lewis. Er siegte vor seinen Landsleuten Mike Powell und Larry Myricks.
Für Österreich gingen Andreas Steiner und Teddy Steinmayr an den Start. Beide schieden in der Qualifikation aus.

Athleten aus der Bundesrepublik Deutschland, der DDR, der Schweiz und Liechtenstein nahmen nicht teil.

## Aktuelle Titelträger
| Olympiasieger 1984                      | Carl Lewis ( USA)              | 8,54 m | Los Angeles 1984  |
| Weltmeister 1987                        | Carl Lewis ( USA)              | 8,67 m | Rom 1987          |
| Europameister 1986                      | Robert Emmijan ( Sowjetunion)  | 8,41 m | Stuttgart 1986    |
| Panamerikanischer Meister 1987          | Carl Lewis ( USA)              | 8,75 m | Indianapolis 1987 |
| Zentralamerika und Karibik-Meister 1987 | Ray Quiñones ( Puerto Rico)    | 8,01 m | Caracas 1987      |
| Südamerika-Meister 1987                 | Paulo de Oliveira ( Brasilien) | 7,65 m | São Paulo 1987    |
| Asienmeister 1987                       | Kim Won-jin ( Südkorea)        | 8,00 m | Singapur 1987     |
| Afrikameister 1988                      | Yusuf Alli ( Nigeria)          | 7,78 m | Annaba 1988       |

## Bestehende Rekorde
| Weltrekord         | 8,90 m | Bob Beamon ( USA) | Finale OS Mexiko-Stadt, Mexiko |
| Olympischer Rekord | 8,90 m | Bob Beamon ( USA) | Finale OS Mexiko-Stadt, Mexiko |

Der bestehende olympische Rekord, gleichzeitig Weltrekord, wurde bei diesen Spielen nicht erreicht. Mit seinem weitesten Sprung auf 8,72 m verfehlte Olympiasieger Carl Lewis den Rekord im Finale um achtzehn Zentimeter.

## Legende
Kurze Übersicht zur Bedeutung der Symbolik – so üblicherweise auch in sonstigen Veröffentlichungen verwendet:
| – | verzichtet                                 |
| x | ungültig                                   |
| r | Wettkampf nicht fortgesetzt (retired)      |
| w | Windunterstützung über dem zulässigen Wert |

## Qualifikation
Datum: 25. September 1988, 13:00 Uhr 
Für die Qualifikation wurden die Athleten in zwei Gruppen gelost. Fünf Springer (hellblau unterlegt) übertrafen die direkte Finalqualifikationsweite von 8,00 m. Damit war die Mindestanzahl von zwölf Finalteilnehmern nicht erreicht. So wurde das Finalfeld mit sieben weiteren Wettbewerbern aus beiden Gruppen (hellgrün unterlegt) nach den nächstbesten Weiten auf zwölf Athleten aufgefüllt. Für die Finalteilnahme reichten schließlich 7,77 m.

### Gruppe A

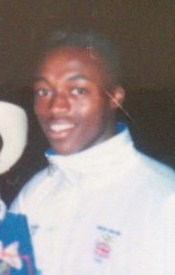
Stewart Faulkner – ausgeschieden mit 7,74 m
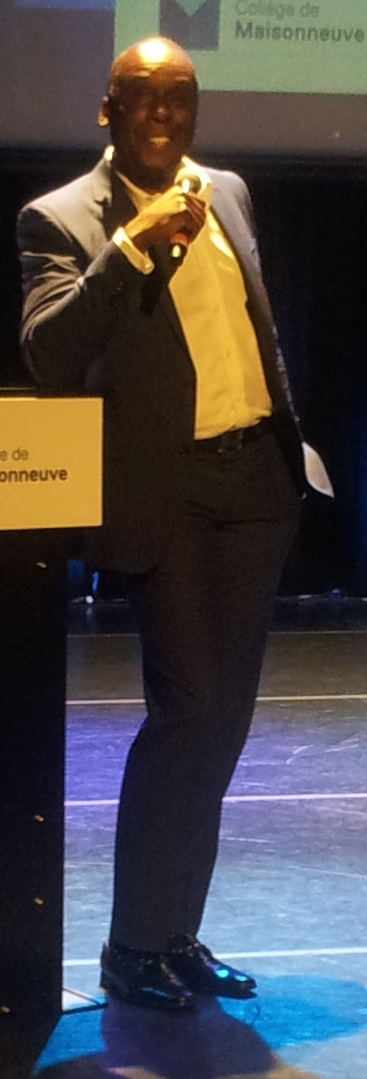
Bruny Surin (Foto: 2019) – ausgeschieden mit 7,73 m

| Platz | Name                      | Nation                         | 1. Versuch (m) Wind (m/s) | 2. Versuch (m) Wind (m/s) | 3. Versuch (m) Wind (m/s) | Resultat (m) | Anmerkung |
| 1     | Larry Myricks             | USA                            | 8,19 / +0,4               | –                         | –                         | 8,19         | w         |
| 2     | Norbert Brige             | Frankreich                     | x                         | 8,05 / +0,8               | –                         | 8,05         |           |
| 3     | Emiel Mellaard            | Niederlande                    | 7,84 / −0,4               | 8,02 / +1,8               | –                         | 8,02         |           |
| 4     | László Szalma             | Ungarn                         | 7,92 / +1,0               | 7,89 / −0,2               | x                         | 7,92         |           |
| 5     | Antonio Corgos            | Spanien                        | 7,91 / +1,2               | 7,88 / −0,5               | –                         | 7,91         |           |
| 6     | Stewart Faulkner          | Großbritannien                 | 7,72 / −0,7               | 7,74 / +0,8               | 7,74 / −0,1               | 7,74         |           |
| 7     | Bruny Surin               | Kanada                         | 7,69 / −0,2               | 7,73 / +0,5               | 7,39 / −0,1               | 7,73         |           |
| 8     | James Browne              | Antigua und Barbuda            | 7,06 / +1,7               | 7,67 / −0,1               | 7,33 / −0,5               | 7,67         |           |
| 9     | Dave Culbert              | Australien                     | x                         | x                         | 7,64 / +0,3               | 7,64         |           |
| 10    | Andreas Steiner           | Österreich                     | 7,40 / +1,6               | 7,61 / −0,1               | 7,48 / −1,5               | 7,61         |           |
| 11    | Glenroy Gilbert           | Kanada                         | 7,46 / +1,2               | 7,61 / +1,8               | 7,27 / −0,7               | 7,61         |           |
| 12    | John King                 | Großbritannien                 | 7,57 / +1,0               | x                         | x                         | 7,57         |           |
| 13    | Ian James                 | Kanada                         | x                         | x                         | 7,52 / ±0,0               | 7,52         |           |
| 14    | Nai Hui-fang              | Chinesisch Taipeh              | 7,45 / −0,7               | x                         | 7,16 / +1,6               | 7,45         |           |
| 15    | José Leitão               | Portugal                       | x                         | 6,99 / ±0,0               | 6,81 / +0,4               | 6,99         |           |
| 16    | Ricardo Valiente          | Peru                           | 6,91 / −0,5               | x                         | 6,92 / −1,2               | 6,92         |           |
| NM    | Abdullah Mohamed Al-Sheib | Katar                          | x                         | r                         |                           | ogV          |           |
| NM    | Orde Ballantyne           | St. Vincent und die Grenadinen | x                         | x                         | r                         | ogV          |           |
| NM    | Shahanuddin Choudhury     | Bangladesch                    | x                         | x                         | x                         | ogV          |           |
| NM    | Sizwe Sydney Mdluli       | Swasiland                      | x                         | x                         | x                         | ogV          |           |
| NM    | David Lamai               | Kenia                          | x                         | x                         | x                         | ogV          |           |
| DNS   | Gary Honey                | Australien                     |                           |                           |                           |              |           |

### Gruppe B

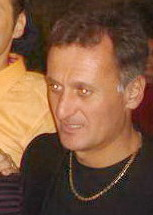
Der Medaillenkandidat Robert Emmijan (Foto: 2006) verletzte sich bei seinem ersten Sprung und verzichtete anschließend auf weitere Versuche

| Platz | Name                 | Nation              | 1. Versuch (m) Wind (m/s) | 2. Versuch (m) Wind (m/s) | 3. Versuch (m) Wind (m/s) | Resultat (m) |
| 1     | Mike Powell          | USA                 | 7,83 / −0,4               | x                         | 8,34 / +2,3               | 8,34         |
| 2     | Carl Lewis           | USA                 | 8,08 / +1,2               | –                         | –                         | 8,08         |
| 3     | Jarmo Kärnä          | Finnland            | 7,71 / −1,1               | 7,89 / +0,2               | 7,90 / ±0,0               | 7,90         |
| 4     | Leonid Woloschin     | Sowjetunion         | x                         | x                         | 7,89 / ±0,0               | 7,89         |
| 5     | Giovanni Evangelisti | Italien             | x                         | 7,81 / −1,1               | 7,60 / +0,2               | 7,81         |
| 6     | Pang Yan             | Volksrepublik China | 7,64 / −0,9               | x                         | 7,79 / −1,6               | 7,79         |
| 7     | Mark Forsythe        | Großbritannien      | 7,77 / −1,9               | 7,77 / −1,1               | 7,45 / +0,2               | 7,77         |
| 8     | Yusuf Alli           | Nigeria             | 7,72 / +1,5               | 7,73 / +1,6               | 7,67 / −0,6               | 7,73         |
| 9     | Kim Jong-il          | Südkorea            | 7,36 / +1,4               | 7,68 / +1,1               | 7,70 / +1,2               | 7,70         |
| 10    | Chen Zunrong         | Volksrepublik China | x                         | 7,61 / +0,8               | 7,66 / −0,9               | 7,66         |
| 11    | Fred Salle           | Kamerun             | 7,34 / +0,9               | 7,65 / −1,0               | x                         | 7,65         |
| 12    | Steve Hanna          | Bahamas             | 7,54 / −1,1               | x                         | x                         | 7,54         |
| 13    | Hiroyuki Shibata     | Japan               | x                         | 7,48 / −1,2               | x                         | 7,48         |
| 14    | Teddy Steinmayr      | Österreich          | x                         | 7,31 / +1,1               | 7,36 / +1,8               | 7,36         |
| 15    | Lotfi Khaïda         | Algerien            | 7,10 / −0,7               | x                         | x                         | 7,10         |
| 16    | Muhammad Urfaq       | Pakistan            | x                         | x                         | 7,09 / −0,5               | 7,09         |
| 17    | Francis Keita        | Sierra Leone        | 6,52 / +0,7               | 6,87 / −0,3               | 6,14 / +0,9               | 6,87         |
| NM    | Robert Emmijan       | Sowjetunion         | –                         | r                         |                           | ogV          |
| NM    | Ray Quiñones         | Puerto Rico         | x                         | x                         | x                         | ogV          |
| NM    | Junichi Usui         | Japan               | x                         | x                         | x                         | ogV          |
| DNS   | Wladimir Otschkan    | Sowjetunion         |                           |                           |                           |              |

## Finale
Datum: 26. September 1988, 15:00 Uhr
| Platz | Name                 | Nation              | 1. Versuch (m) Wind (m/s) | 2. Versuch (m) Wind (m/s) | 3. Versuch (m) Wind (m/s) | 4. Versuch (m) Wind (m/s)                | 5. Versuch (m) Wind (m/s)                | 6. Versuch (m) Wind (m/s)                | Resultat (m) | Anmerkung |
| 1     | Carl Lewis           | USA                 | 8,41 / −0,1               | 8,56 / +2,2               | 8,52 / +1,5               | 8,72 / −0,2                              | 8,52 / +0,3                              | x                                        | 8,72         |           |
| 2     | Mike Powell          | USA                 | 8,23 / +1,6               | 8,11 / −0,6               | 8,49 / +1,8               | x                                        | –                                        | x                                        | 8,49         |           |
| 3     | Larry Myricks        | USA                 | 8,14 / −2,2               | 8,27 / +1,2               | x                         | 8,17 / +0,1                              | x                                        | x                                        | 8,27         |           |
| 4     | Giovanni Evangelisti | Italien             | 7,84 / −0,2               | 8,08 / +2,2               | 7,63 / +1,5               | r                                        |                                          |                                          | 8,08         | w         |
| 5     | Antonio Corgos       | Spanien             | 8,03 / +0,5               | x                         | x                         | 7,86 / +1,0                              | x                                        | 7,99 / ±0,0                              | 8,03         |           |
| 6     | László Szalma        | Ungarn              | x                         | x                         | 8,00 / +1,8               | x                                        | x                                        | x                                        | 8,00         |           |
| 7     | Norbert Brige        | Frankreich          | 7,87 / −0,6               | x                         | x                         | 7,97 / +0,4                              | x                                        | x                                        | 7,97         |           |
| 8     | Leonid Woloschin     | Sowjetunion         | 7,87 / ±0,0               | 7,78 / −0,1               | x                         | x                                        | x                                        | 7,89 / −0,2                              | 7,89         |           |
|       |                      |                     |                           |                           |                           |                                          |                                          |                                          |              |           |
| 9     | Pang Yan             | Volksrepublik China | x                         | 7,72 / +0,3               | 7,86 / +0,9               | nicht im Finale der besten acht Springer | nicht im Finale der besten acht Springer | nicht im Finale der besten acht Springer | 7,86         |           |
| 10    | Jarmo Kärnä          | Finnland            | x                         | 7,81 / +1,2               | 7,82 / +0,2               | nicht im Finale der besten acht Springer | nicht im Finale der besten acht Springer | nicht im Finale der besten acht Springer | 7,82         |           |
| 11    | Emiel Mellaard       | Niederlande         | 7,71 / +0,1               | x                         | 7,51 / +1,7               | nicht im Finale der besten acht Springer | nicht im Finale der besten acht Springer | nicht im Finale der besten acht Springer | 7,71         |           |
| 12    | Mark Forsythe        | Großbritannien      | x                         | x                         | 7,54 / +1,1               | nicht im Finale der besten acht Springer | nicht im Finale der besten acht Springer | nicht im Finale der besten acht Springer | 7,54         |           |

Für das Finale hatten sich zwölf Athleten qualifiziert, fünf von ihnen hatten die geforderte Qualifikationsweite erreicht. Alle drei US-Athleten waren im Finale dabei, hinzu kamen jeweils ein Teilnehmer aus China, Finnland, Frankreich, Italien, den Niederlanden, der Sowjetunion, Spanien, Ungarn und Großbritannien.
Topfavorit war der Olympiasieger von 1984 Carl Lewis. Stärkste Konkurrenten waren seine Teamkameraden Larry Myricks und Mike Powell sowie der sowjetische Vizeweltmeister Robert Emmijan, gleichzeitig auch amtierender Europameister. Der WM-Vierte und Bronzemedaillengewinner von 1984 Giovanni Evangelisti zählte ebenfalls zu den Medaillenkandidaten. Emmijan verletzte sich in der Qualifikation bei seinem ersten Sprung, konnte nicht mehr weitermachen und schied ohne gültigen Versuch aus.
Lewis ging mit 8,41 m in der ersten Runde gleich in Führung. Hinter ihm lagen Powell und Myricks. Der Spanier Antonio Corgos war mit 8,03 m Vierter. Im zweiten Durchgang konnte sich Myricks mit 8,27 m an Powell vorbei auf Platz zwei schieben, während Lewis seine Führung mit einem Sprung auf 8,56 m ausbaute. Evangelisti verbesserte sich mit 8,08 m auf Platz vier, Corgos war nun Fünfter. In Runde drei eroberte Powell mit 8,49 m den zweiten Rang zurück.
Mit wie üblich nur noch acht Springern ab Durchgang vier wurde das Finale fortgesetzt. Lewis erzielte 8,72 m. Von den 24 Sprüngen aller Teilnehmer in den drei Finalrunden waren nur sieben Versuche gültig. Außer Lewis konnte kein weiterer Springer seine Weite aus den ersten drei Durchgängen verbessern. An den Platzierungen änderte sich somit nichts mehr. Powell verzichtete auf seinen fünften Versuch, Evangelisti trat gar nicht mehr an. So wurde Carl Lewis Olympiasieger und gewann nach dem 100-Meter-Lauf hier in Seoul seine zweite Goldmedaille. Silber ging an Mike Powell, Bronze an Larry Myricks. Die folgenden Plätze belegten Giovanni Evangelisti, Antonio Corgos und der Ungar László Szalma.
Nur die ersten sechs Athleten sprangen über die acht-Meter-Marke, ein Niveau, das bei den letzten Weltmeisterschaften übertroffen worden war. Die Weiten vor allem der ersten beiden Lewis und Powell lagen dagegen auf Spitzenniveau – Bob Beamons Rekordsprung von 1968 stand da sowieso auf einem anderen Blatt, dieser war seit langer Zeit unerreicht.
Carl Lewis war der erste Olympiasieger im Weitsprung, der seinen Olympiasieg wiederholen konnte. Er gewann hier die insgesamt sechste Goldmedaille seiner Karriere.

Sein Sieg im 21. olympischen Finale war der achtzehnte Sieg eines US-Weitspringers. Zudem war es der dritte Dreifacherfolg für die USA in dieser Disziplin.

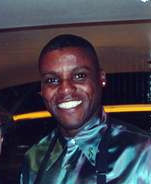
Carl Lewis – im Weitsprung mit seinem zweiten Gold hier in Seoul und dem sechsten Gold insgesamt
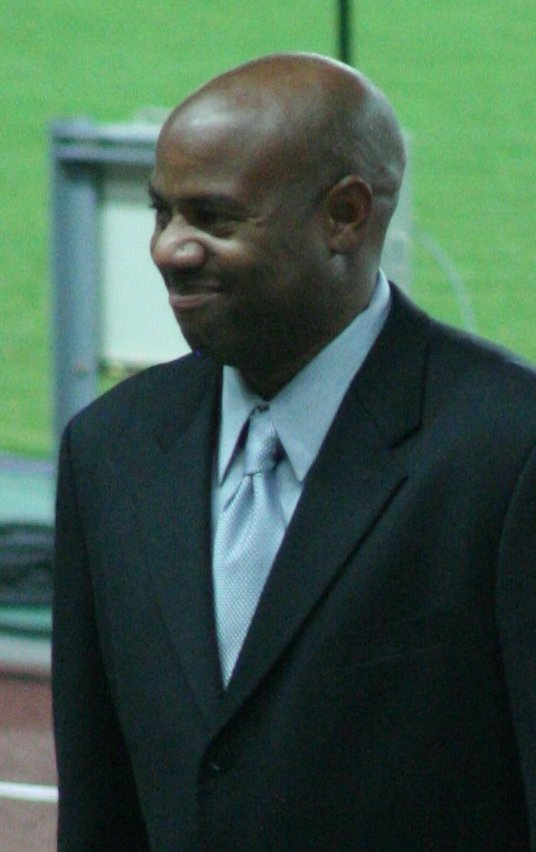
Silbermedaillengewinner Mike Powell (hier im Jahr 2007)
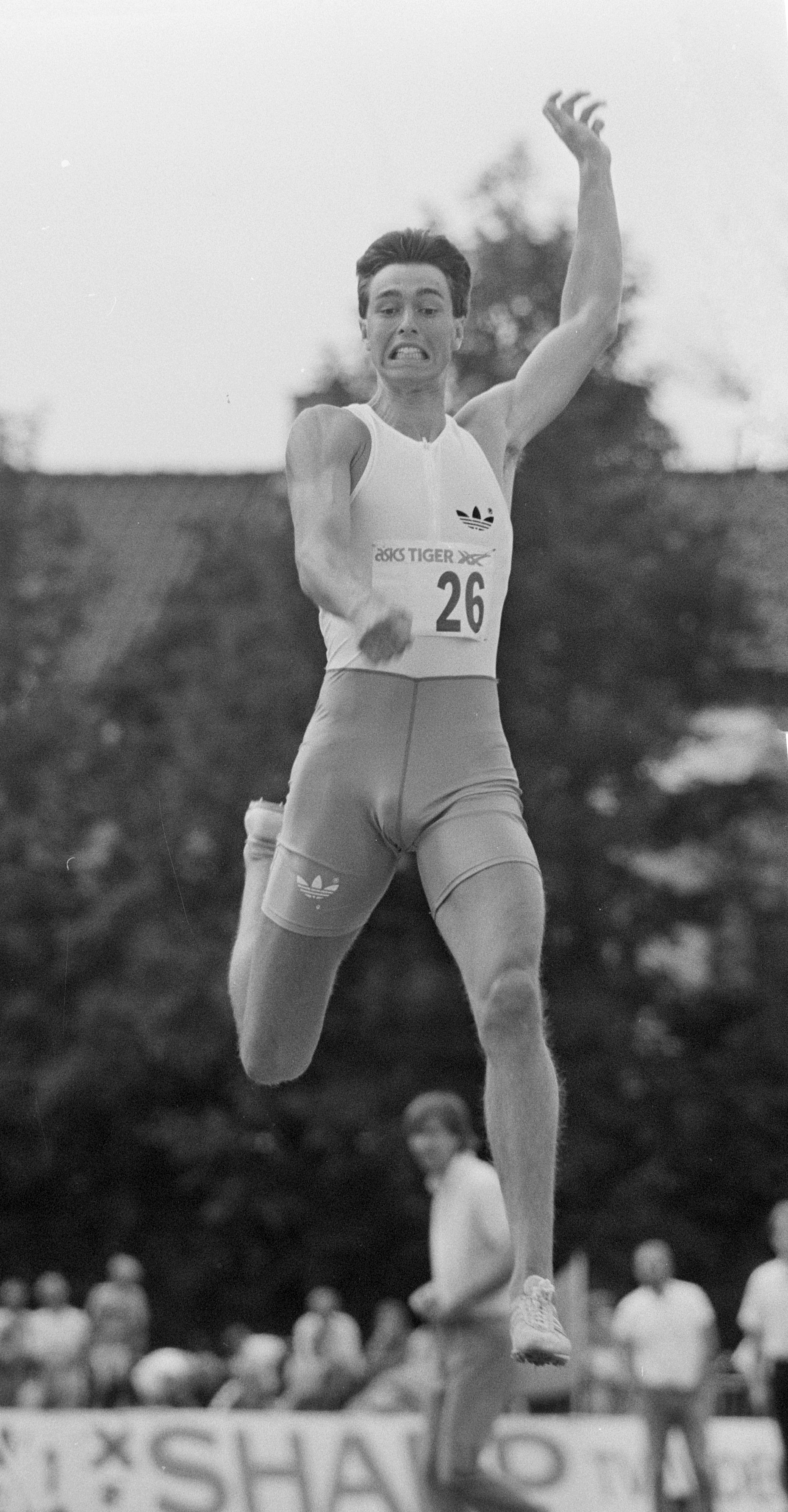
Emiel Mellaard erreichte Platz elf

## Videolinks
- 1988 Seoul Olympics Long Jump Carl Lewis, youtube.com, abgerufen am 1. Dezember 2021
- 1988 Seoul Olympics Long Jump Larry Myricks, youtube.com, abgerufen am 1. Dezember 2021
- Carl Lewis Wins Long Jump Gold - Seoul 1988 Olympics, youtube.com, abgerufen 1. Dezember 2021